# 안재현 (1981년)
안재현(1981년 1월 6일 ~ )은 대한민국의 배우이다.

## 출연작

### 연극
- 2000년 《백치 아다다》 ... 영환 역(주연)
- 2006년 《오셀로》 ... 마이클 캐시오 장군 역(조연)
- 2011년 《대한제국 조선 융희양제 이왕 순종》 ... 의친왕 이강 역(주연)

### 뮤지컬
- 2001년 《아가씨와 건달들》 ... 베니 사우드스트릿 역(남자 조연)

### 영화
- 2007년 《그놈 목소리》 ... (단역)

### 텔레비전 드라마
- 2007년 KBS 특집드라마 《심청의 귀환》

## 가족 관계
- 형: 안재욱(安在旭, 영화배우 겸 가수, 1971년 9월 12일 서울 출생)